# Federación Uruguaya de Voleibol

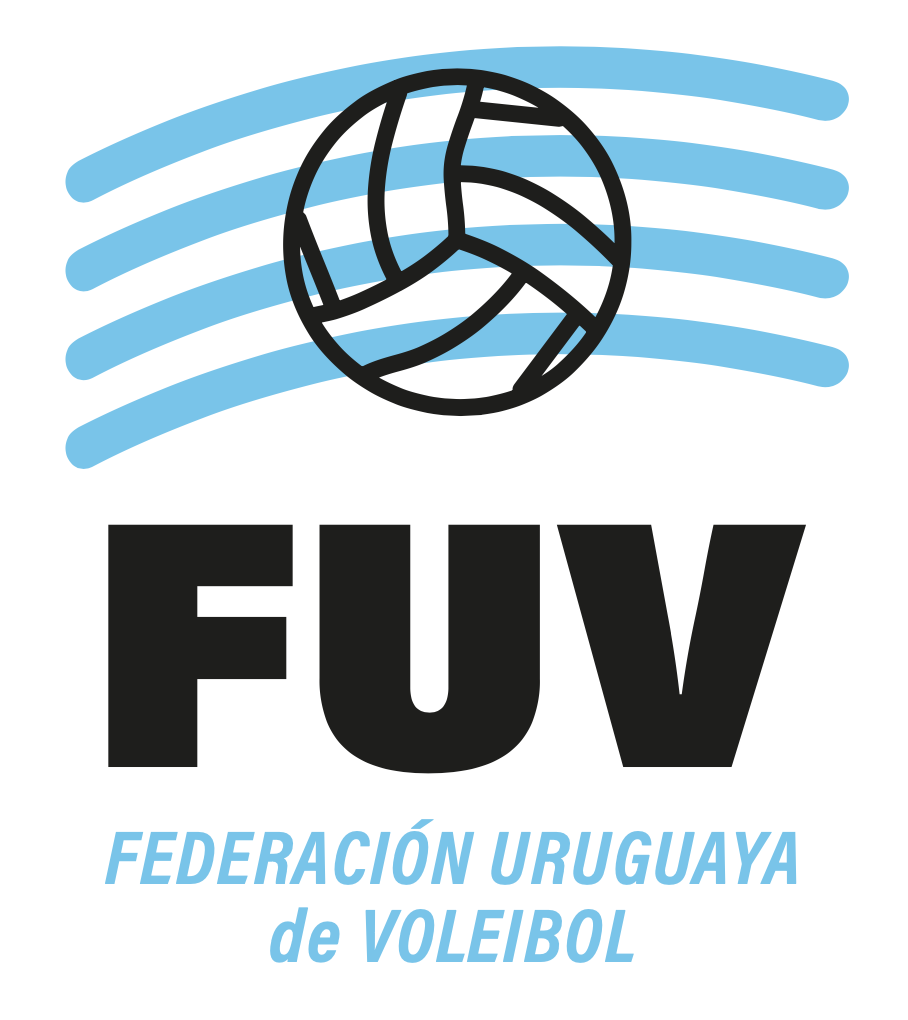
Logo de la Federación Uruguaya de Voleibol

La Federación Uruguaya de Voleibol (FUV), fundada el 11 de marzo de 1915, siendo considerada como el máximo ente rector de ese deporte en Uruguay. Actualmente se encuentra inscrita en la FIVB y CSV. Por lo que es la entidad encargada de organizar el voleibol y el vóley playa en el país. Además, gestiona a las selecciones nacionales masculinas y femeninas, quienes representan a Uruguay en las competiciones internacionales.
A su vez, es el ente que organiza la "SuperLiga de Voleibol" que, desde el 2022, es el torneo más importante del país. Aquellos campeones obtienen el pase al Campeonato Sudamericano de Clubes de Voleibol masculino y femenino

## Historia de la federación
La historia nacional del Voleibol en Uruguay, se debe a los esfuerzos del profesor Jess Hopkins, pionero de esta especialidad, en introducir y popularizar el deporte entre los jóvenes uruguayos desde la Asociación Cristiana de Jóvenes en el año 1912. En reconocimiento a esta labor se lo considera como el fundador del Vóleibol en Uruguay. Indudablemente, Montevideo, fue la encargada de esta difusión a través de la ACJ. 
Para el año 1914, es fundada formalmente, por un pequeño grupo de socios, la primera Institución de la Asociación Cristiana de Jóvenes en Uruguay, para la práctica de actividades sociales, culturales y deportivas. El gimnasio estaba ubicado en la calle Treinta y Tres, esquina Reconquista; allí se realizaron las primeras exhibiciones. Su Presidente fue Antonio Messano y otros dirigentes fueron: Rodríguez Palacios, César y Marcial Gil, Víctor Soliño, Juan A. Collazo, Ramos y Macagno.
Recién el 6 de marzo de 1915 se constituyó la Federación Deportiva del Uruguay que fue reconocida después de aprobada la carta orgánica por la CNEF (Comisión Nacional de Educación Física).El 19 de marzo de 1915 se fundó la Unión de Sociedades de Voleibol, formando parte después de la Federación Deportiva Uruguaya.